# Christian Dorer
Christian Dorer (* 13. März 1975 in Saint-Imier, Kanton Bern; heimatberechtigt in Sonceboz-Sombeval) ist ein Schweizer Journalist. Von 2017 bis 2023 war er Chefredaktor der Blick-Gruppe. Seit Februar 2024 leitet er die Kommunikation des Migros-Genossenschafts-Bundes und der Migros-Medien.

## Leben
Christian Dorer schloss die Alte Kantonsschule Aarau mit einer Matur Typus B ab. Von 1999 bis 2000 besuchte er die Ringier-Journalistenschule, verbunden mit Praktika bei Aargauer Zeitung, dimanche.ch, Radio Argovia, Cash-TV und Blick.
Ab 2001 schrieb Dorer als Wirtschaftsredaktor für die Zeitung Blick, 2002 wechselte er in die Bundeshausredaktion. Ab 2005 schrieb er in dieser Funktion für den SonntagsBlick. 2007 wurde Dorer zum Blattmacher, Politikchef und stellvertretenden Chefredaktor des SonntagsBlicks ernannt. Von Februar 2009 bis Ende 2016 war er Chefredaktor der drittgrössten Bezahlzeitung der Schweiz, der Aargauer Zeitung / az Nordwestschweiz. Von 2017 bis 2023 war er Chefredaktor der Blick-Gruppe. im Februar 2020 startete Blick TV den ersten digitalen TV-Sender der Schweiz. Ab 2022 moderierte er dort das Talk-Format Hier fragt der Chef. Im Oktober 2020 wurde die Expansion von Blick in die Romandie bekannt, dessen Redaktion er verantwortete. Zusätzlich zu seiner Funktion als Chefredaktor war Dorer ab November 2020 stellvertretender CEO der Blick-Gruppe.
Im März 2023 nahm Dorer in Absprache mit dem Management der Ringier-Gruppe eine sechsmonatige Auszeit als Chefredaktor der Blick-Gruppe. Grund dafür seien Hinweise und Meldungen, dass Dorer gegen den Verhaltenskodex von Ringier verstossen haben soll. Es stünden Vorwürfe von bevorzugter Behandlung einer bestimmten Mitarbeitenden-Gruppe und eine zu wenig klare Differenzierung von Privat und Geschäft im Raum. Ringier werde den Meldungen und Beobachtungen nachgehen und sie aufarbeiten. Im August 2023 teilte Ringier mit, dass Dorer nach seiner Auszeit nicht mehr als Chefredaktor zurückkehren wird. Seit Februar 2024 leitet er die Kommunikation des Migros-Genossenschafts-Bundes und der Migros-Medien.
2006 schrieb Dorer gemeinsam mit Patrik Müller eine Biografie über den damaligen SBB-Chef Benedikt Weibel.
Dorer war von 2013 bis 2023 Mitglied des Stiftungsrates des MAZ – Institut für Journalismus und Kommunikation in Luzern. Von 2012 bis 2023 war er im Vorstand der Konferenz der ChefredaktorInnen, ab 2014 als Präsident. Von 2018 bis 2022 war er Co-Programmleiter des SwissMediaForums, seit 2022 ist er Mitglied im Advisory Board. Seit 2012 tritt er des Öfteren in den Fernsehsendungen TalkTäglich und SonnTalk auf den Fernsehstationen TeleZüri und Tele M1 auf.
Neben seiner Tätigkeit als Journalist arbeitet er seit 1998 einmal pro Monat als Buschauffeur im Linienverkehr des Regionalbusses Lenzburg.
In der Schweizer Armee bekleidete Dorer den Rang eines Hauptmanns. Von 2000 bis 2003 kommandierte er eine Transportkompanie, bis 2017 war er als Milizoffizier in einem Armeestabsteil aktiv.
Dorer wohnt in Baden AG.

## Werke
- Christian Dorer, Patrik Müller: Der rote Boss – Die Benedikt-Weibel-Story. Orell Füssli, Zürich 2006, ISBN 3-280-05190-8.